# Números telefónicos en Rumania
Los códigos de prefijos telefónicos en Rumania dependen de la Autoridad Nacional para las Comunicaciones (en rumano: Autoritatea Națională pentru Comunicații -ANC-). Hay normas y directrices sobre la asignación de rangos de números. La responsabilidad de la asignación y uso de los números dentro de los códigos de área corresponde luego a los operadores de cada red.
Para la ortografía de los números no hay disposiciones legales en Rumania, pero se recomienda la aplicación de la norma DIN 5008

## Esquema
La selección de un número de teléfono de Rumania desde el extranjero se realiza de la siguiente manera:
Prefijo internacional + 40 ( código de país ) + operador + código de área + número de teléfono
La selección en el país puede ser así:
0 + código de operador + + número de teléfono

## Códigos de área
| Distrito        | Código |
| --------------- | ------ |
| Alba            | 0298   |
| Arad            | 0257   |
| Argeș           | 0248   |
| Bacău           | 0234   |
| Bihor           | 0259   |
| Bistrița-Năsăud | 0263   |
| Botoșani        | 0231   |
| Brăila          | 0239   |
| Brașov          | 0268   |
| București       | 021    |
| Buzău           | 0238   |
| Călărași        | 0242   |
| Caraș-Severin   | 0355   |
| Cluj            | 0264   |
| Constanța       | 0241   |
| Covasna         | 0267   |
| Dâmbovița       | 0245   |
| Dolj            | 0251   |
| Galați          | 0236   |
| Giurgiu         | 0246   |
| Gorj            | 0253   |
| Harghita        | 0266   |
| Hunedoara       | 0254   |
| Ialomița        | 0243   |
| lași            | 0232   |
| Maramureș       | 0262   |
| Mehedinți       | 0252   |
| Mureș           | 0265   |
| Neamț           | 0233   |
| Olt             | 0249   |
| Prahova         | 0244   |
| Sălaj           | 0260   |
| Satu Mare       | 0261   |
| Sibiu           | 0269   |
| Suceava         | 0230   |
| Teleorman       | 0247   |
| Timiș           | 0256   |
| Tulcea          | 0240   |
| Vâlcea          | 0250   |
| Vaslui          | 0235   |
| Vrancea         | 0237   |